# Cantone di Turriers
Il Cantone di Turriers è una divisione amministrativa soppressa dell'arrondissement di Forcalquier.
A seguito della riforma approvata con decreto del 24 febbraio 2014, che ha avuto attuazione dopo le elezioni dipartimentali del 2015, dal 1º aprile 2015 è stato accorpato al Cantone di Seyne.

## Composizione
Comprendeva 7 comuni:
- Bayons
- Bellaffaire
- Faucon-du-Caire
- Gigors
- Piégut
- Turriers
- Venterol